# Luije Gat
Het Luije Gat is een vaart in zanderij Cruysbergen bij Bussum in Het Gooi.
Cruysbergen werd tussen 1830 en 1910 gebruikt voor zandwinning. De schuiten vervoerden het afgegraven zand via het Luije Gat en de 's-Gravelandsevaart naar Amsterdam. Op de terugreis werd Amsterdams huisvuil meegenomen als nieuwe teeltlaag voor de afgegraven zandgrond. De gegraven vaarten in het gebied stonden in verbinding met het Luije Gat dat op zijn beurt aansloot bij de tol aan de 's-Gravelandsevaart. Het Luije Gat liep vanaf de huidige Bredelaan naar het zuidwesten, richting de Franse Kampweg. Langs deze provinciale weg loopt de vaart naar het westen richting de Loodijk. Het Luije Gat is ruim twee kilometer lang, de zijvaarten niet meegerekend. Het beekje stroomt langs het gebied van de vroegere kolonie Walden, waarschijnlijk was daar een badhuisje.

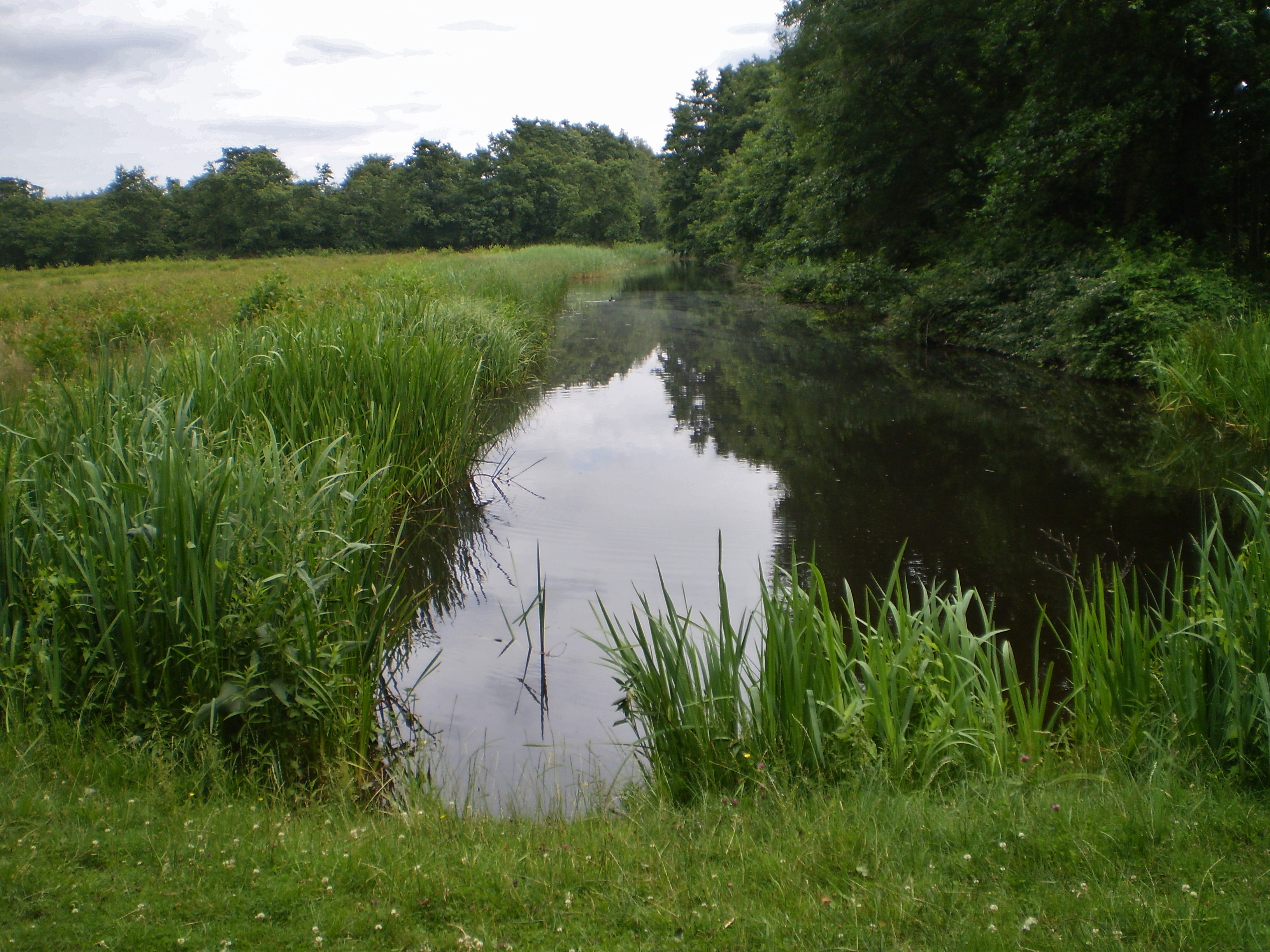
zijsloot, gezien vanaf de Koedijk
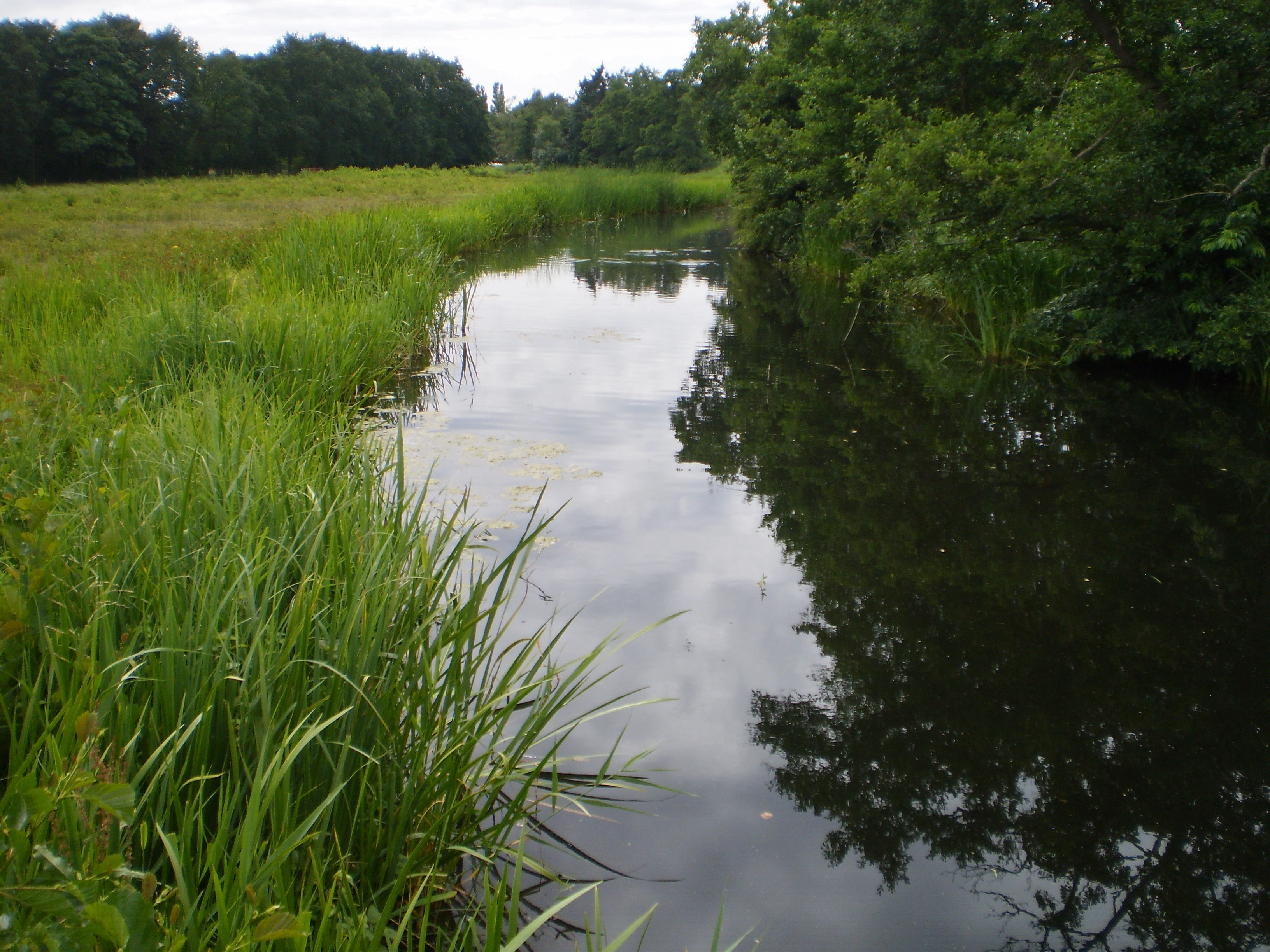
in noordelijke richting
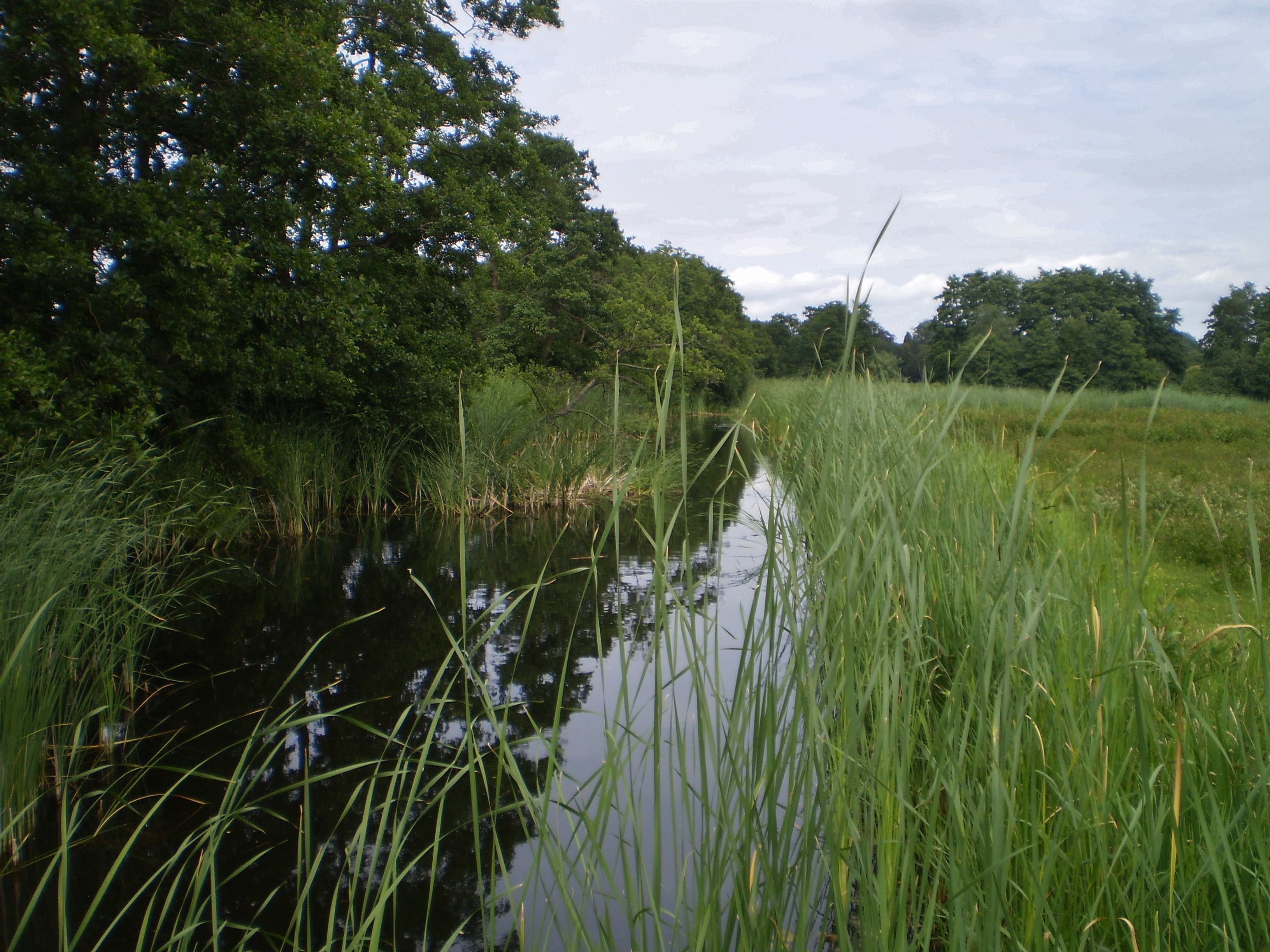
in zuidelijke richting
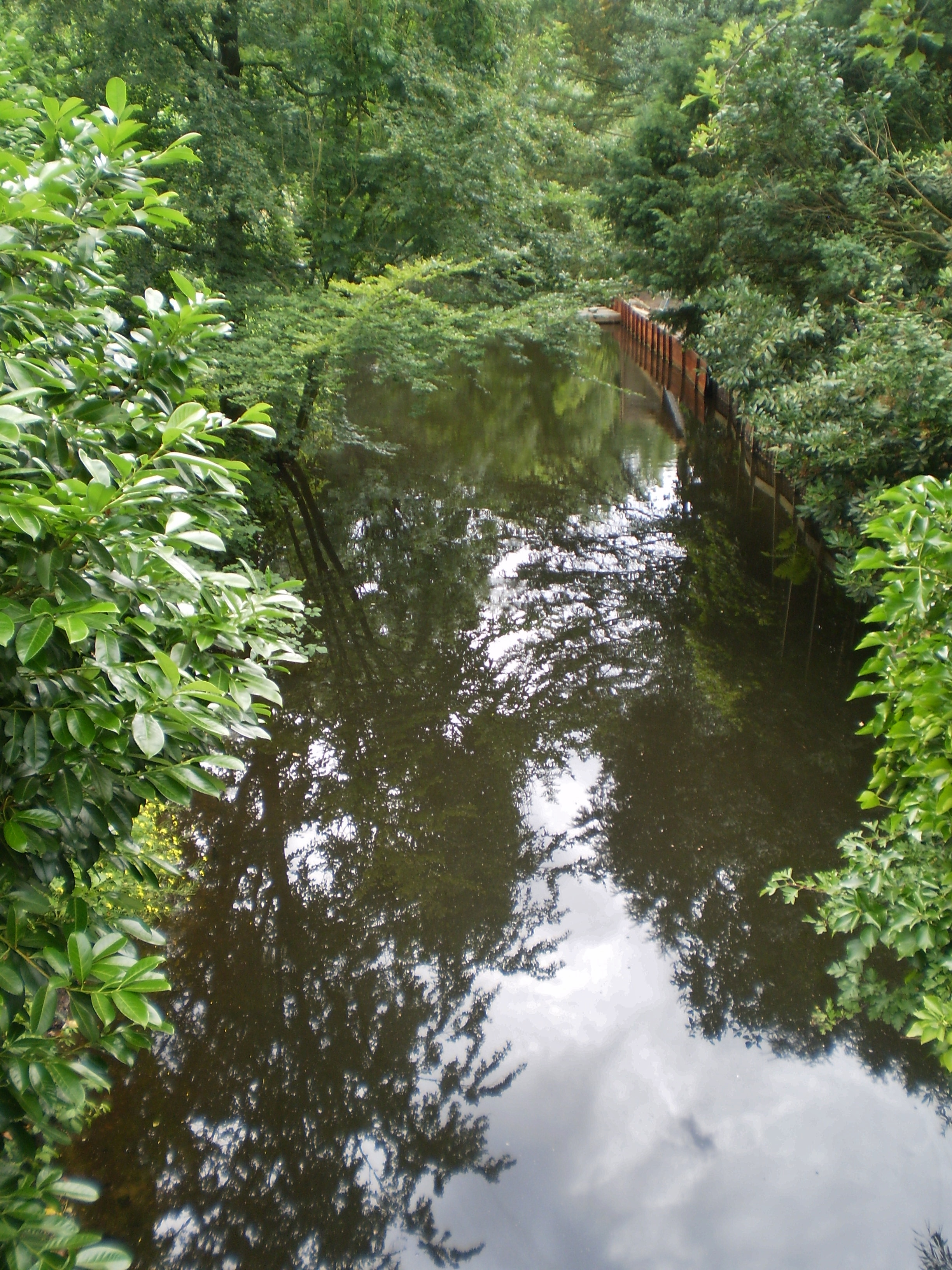
Overgroeiing vanaf de Melkstraat gezien
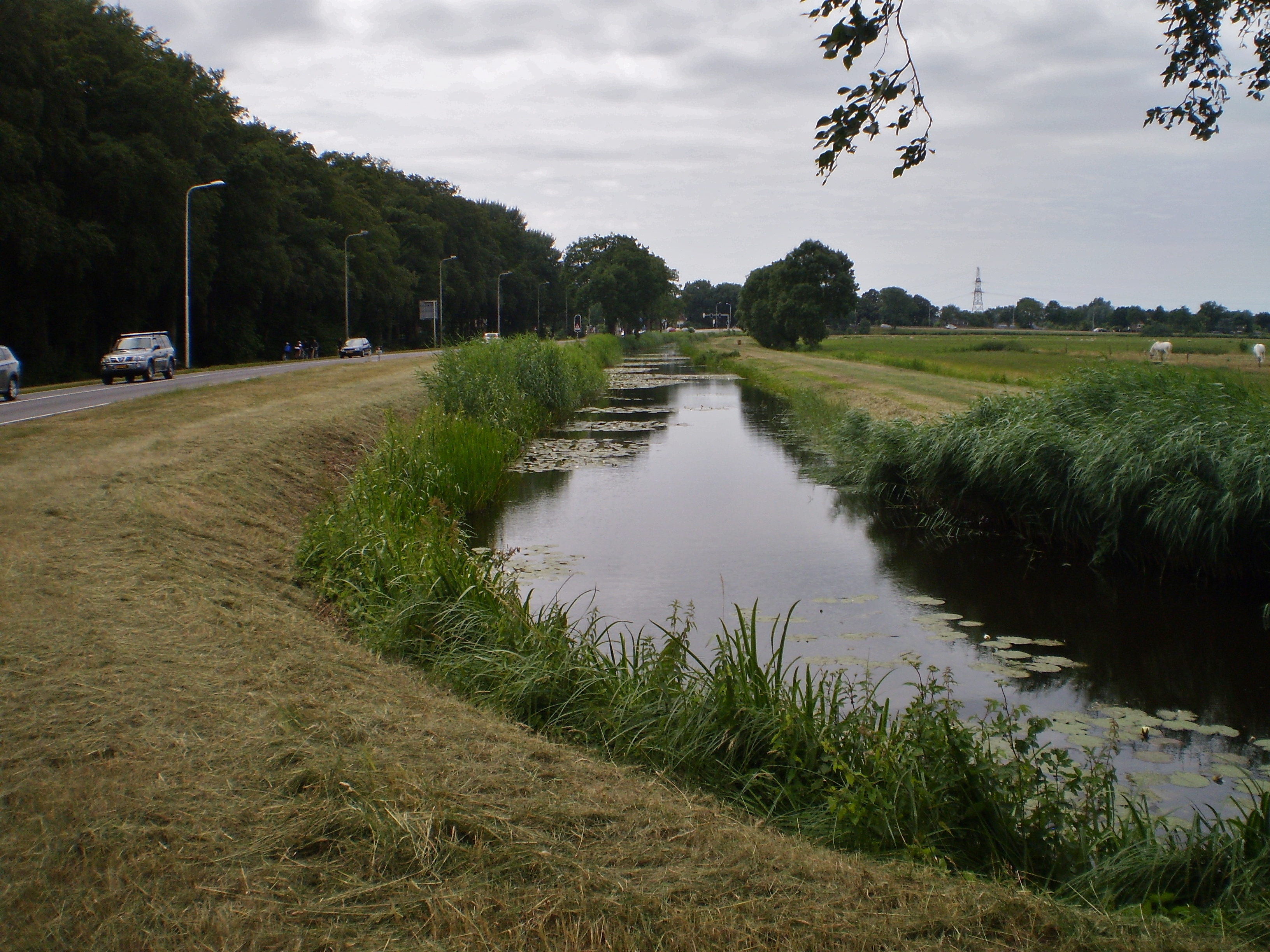
langs de Franse Kampweg, richting de 's-Gravelandsevaart